# Snösätra

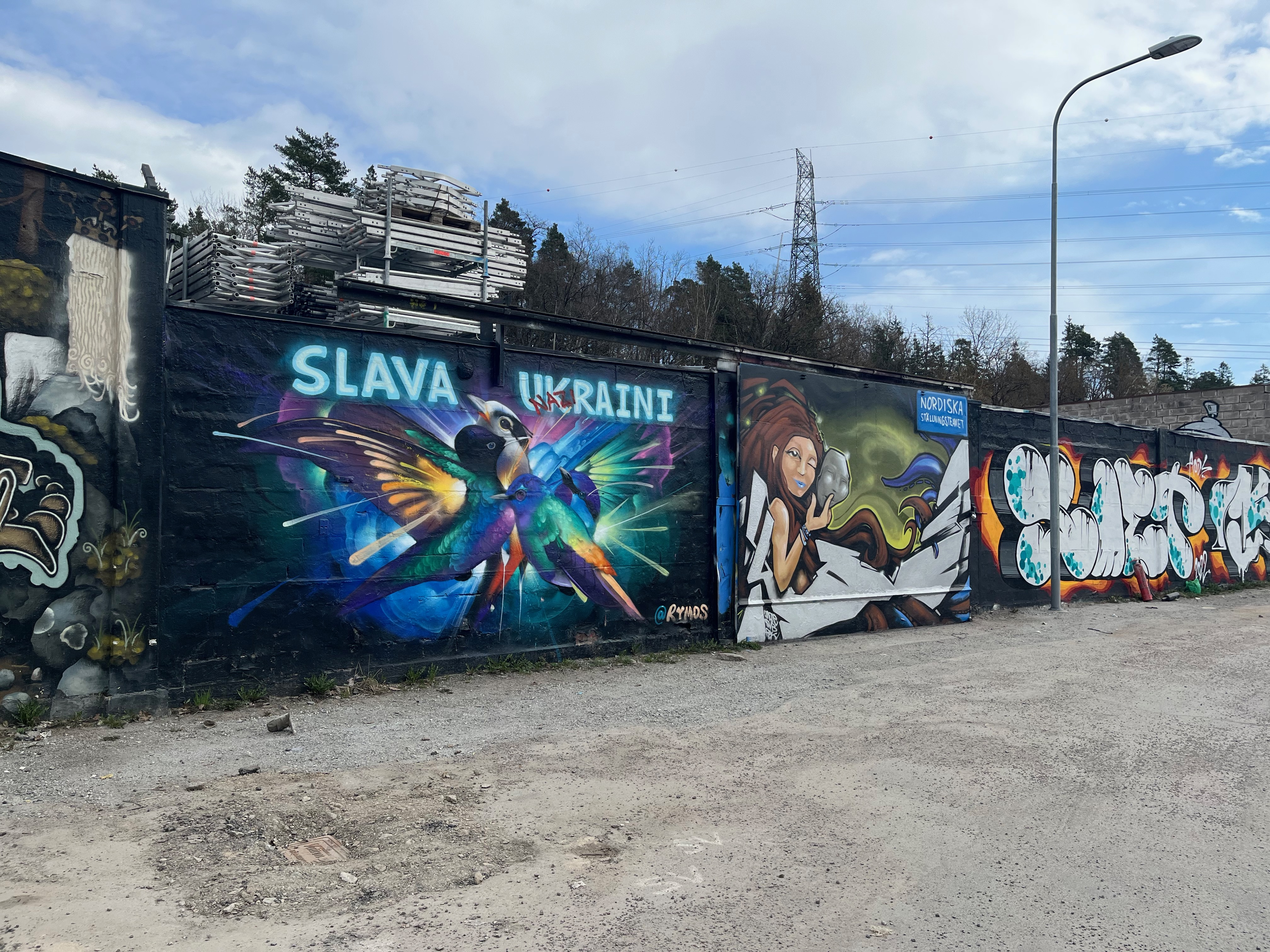
Snösätra, duben 2022

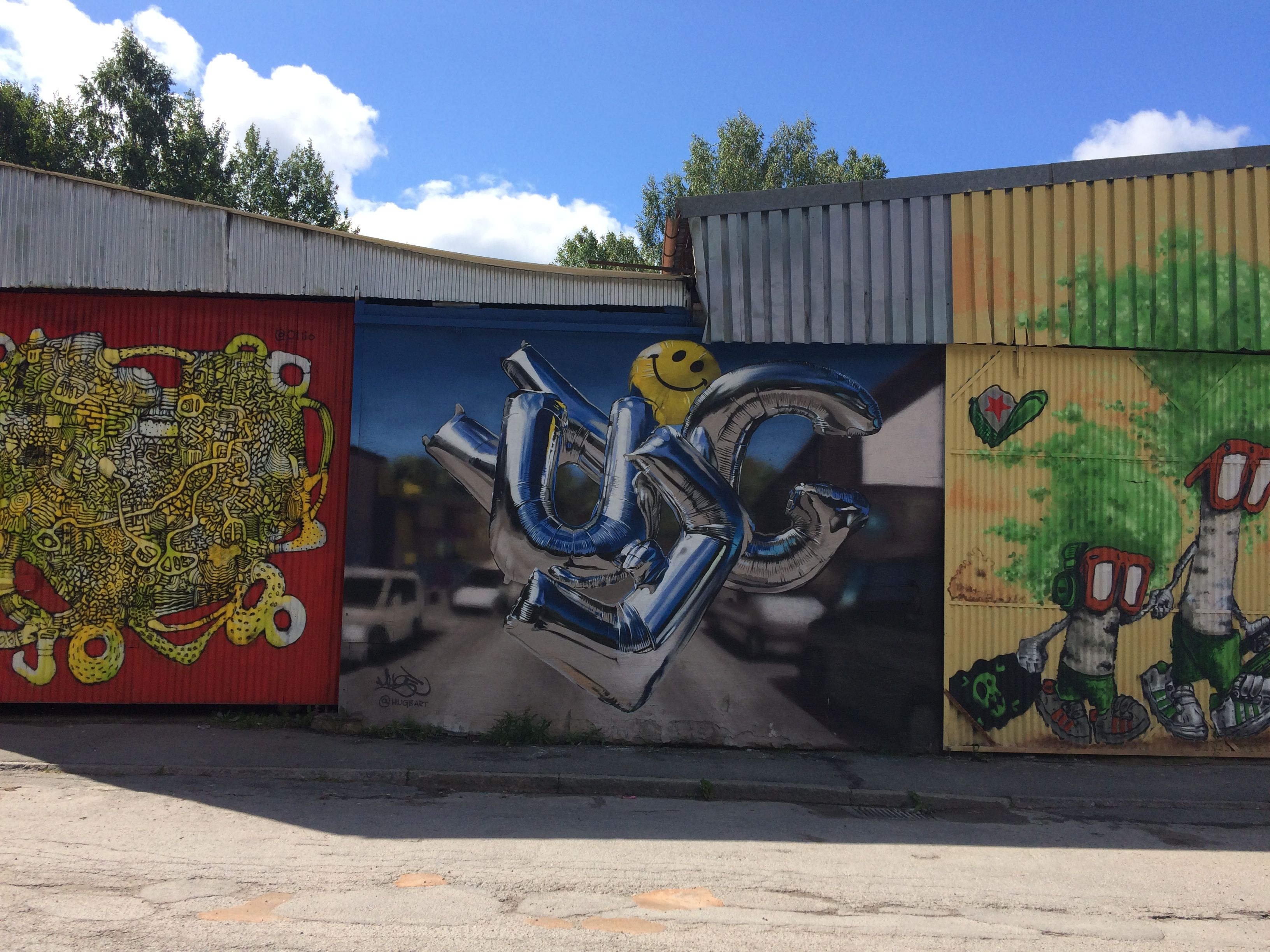

Snösätra (Graffiti Snösätra) byla zchátralou průmyslovou zónou, která se nacházela v blízkosti přírodní rezervace na jihu Stockholmu, 15 minut pěší chůze od stanice metra Rågsved – směr Hagsätra. Od roku 2014 mohou tento areál legálně užívat místní i zahraniční umělci pro svoji venkovní tvorbu a to včetně hudebních produkcí.  Každoročně je zde pořádán „The Spring Beast Graffiti Festival“, na nějž se sjíždějí příslušníci různých subkultur z celého světa, aby předvedli své dovednosti. Vysokou kvalitu graffiti exponátů a mural art oceňují převážně zahraniční milovníci street artu. Galerie, jež je přístupná zdarma po celý rok, byla svého času největší v Evropě. Zdejší „Walls of fame“ přesahovaly v roce 2014 délku jednoho kilometru. Protože objekty v průmyslové zóně byly postupně zlikvidovány, budoucnost populární galerie není jasná. Umělci této subkultury komunikují přes sociální sítě – např. společnost Kulturkvarter Snösätra komunikuje přes Facebook. S velkou pravděpodobností se zdejší galerie v menším měřítku udrží.

## Galerie

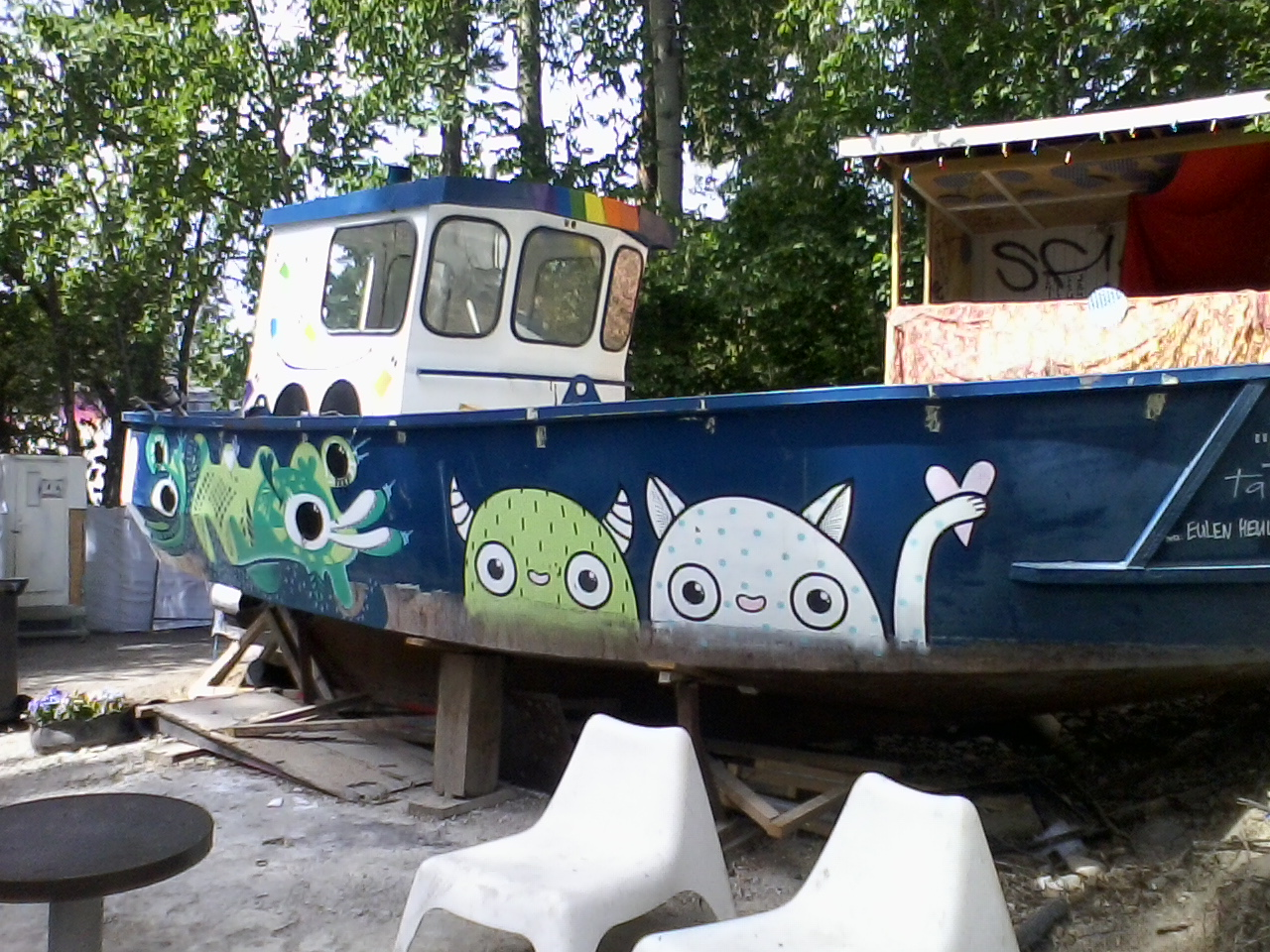
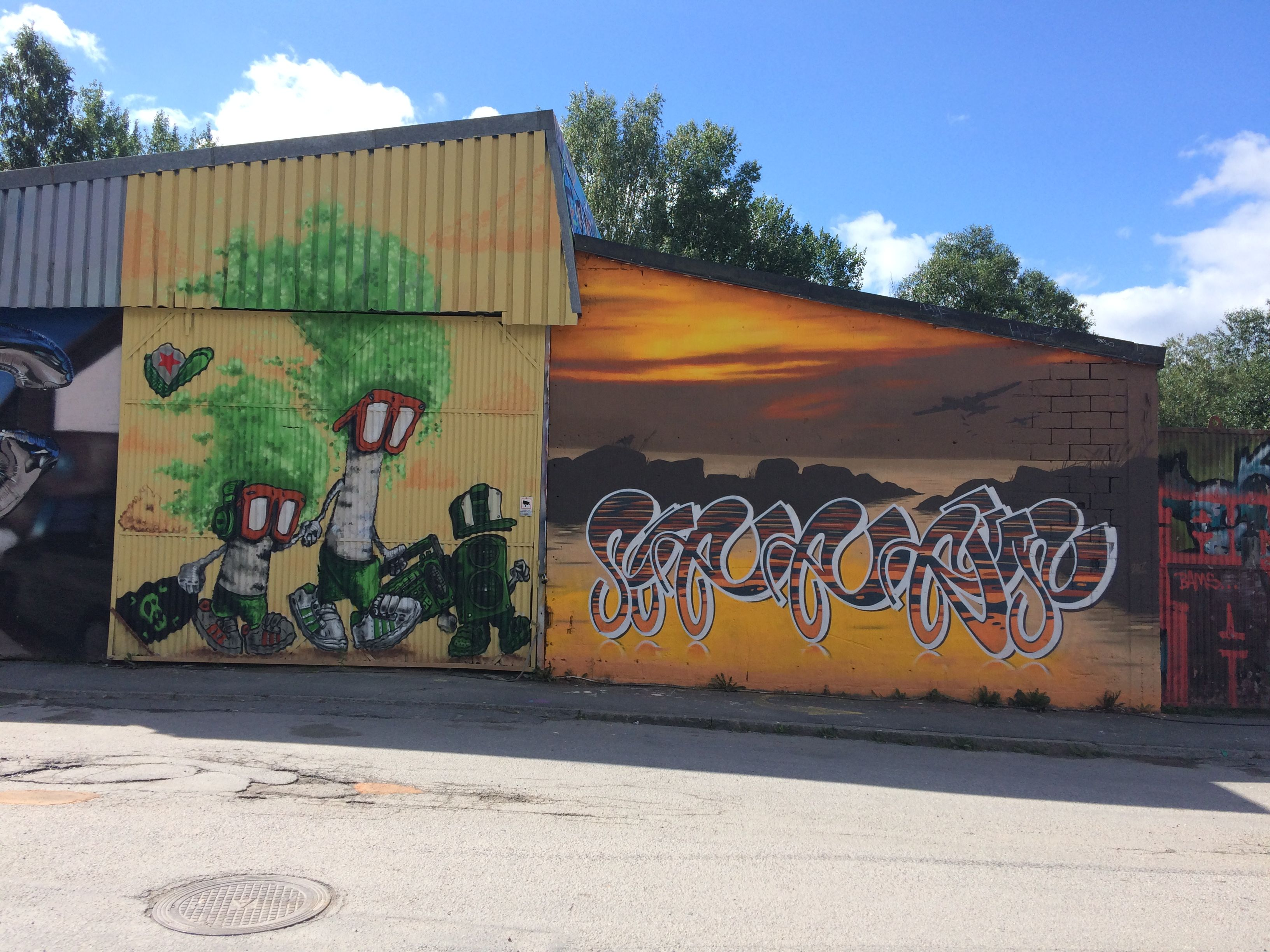
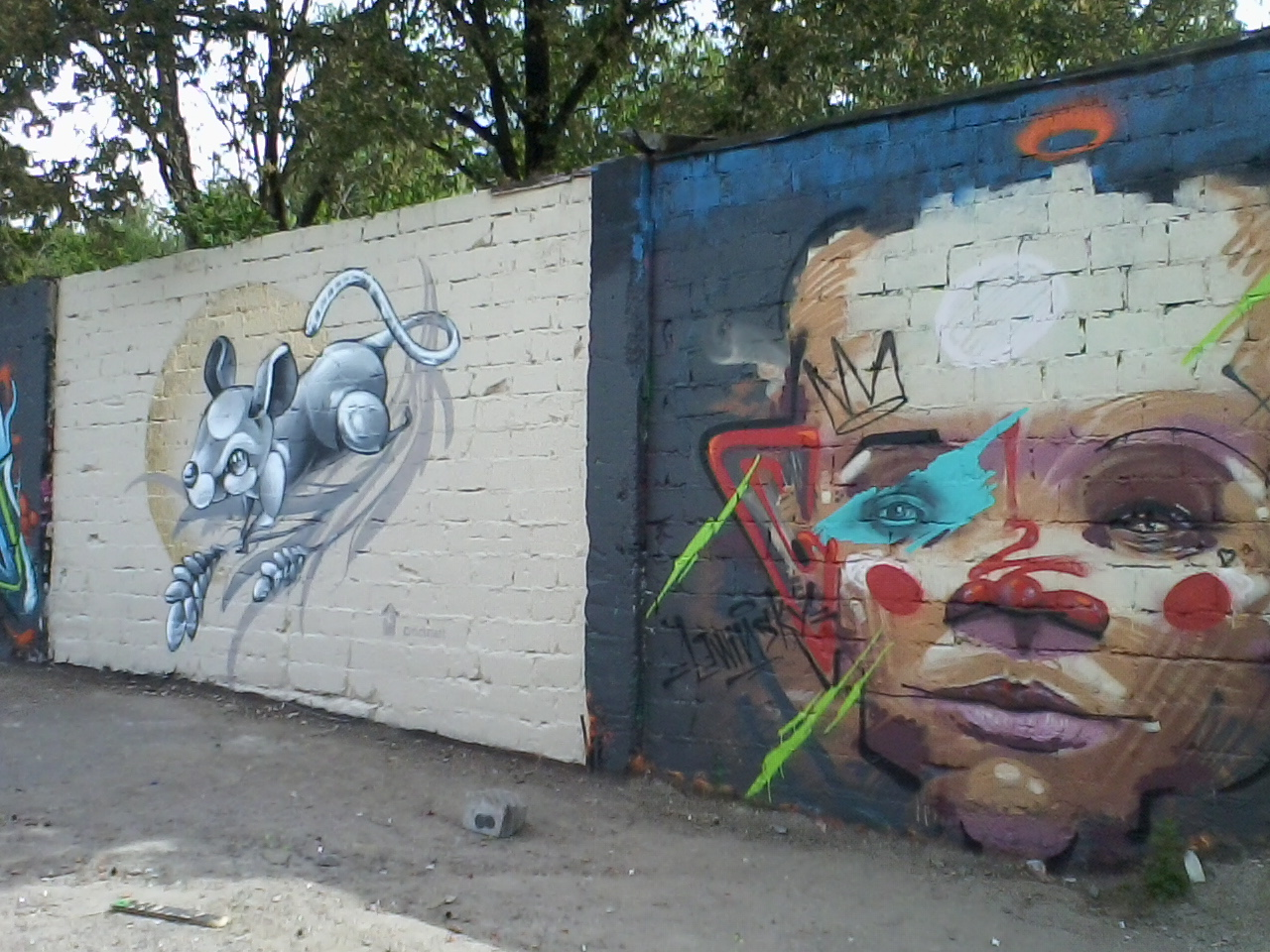
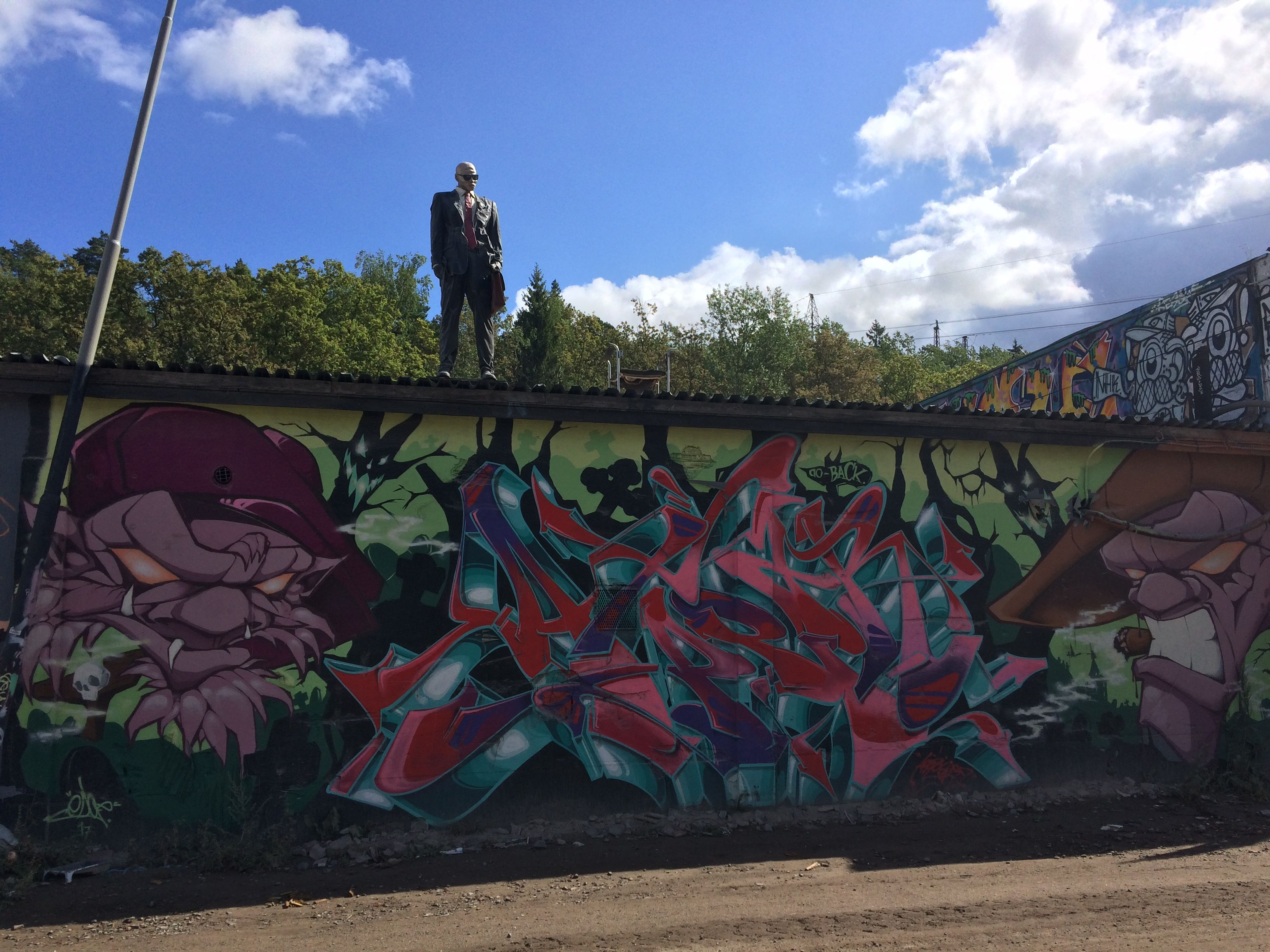
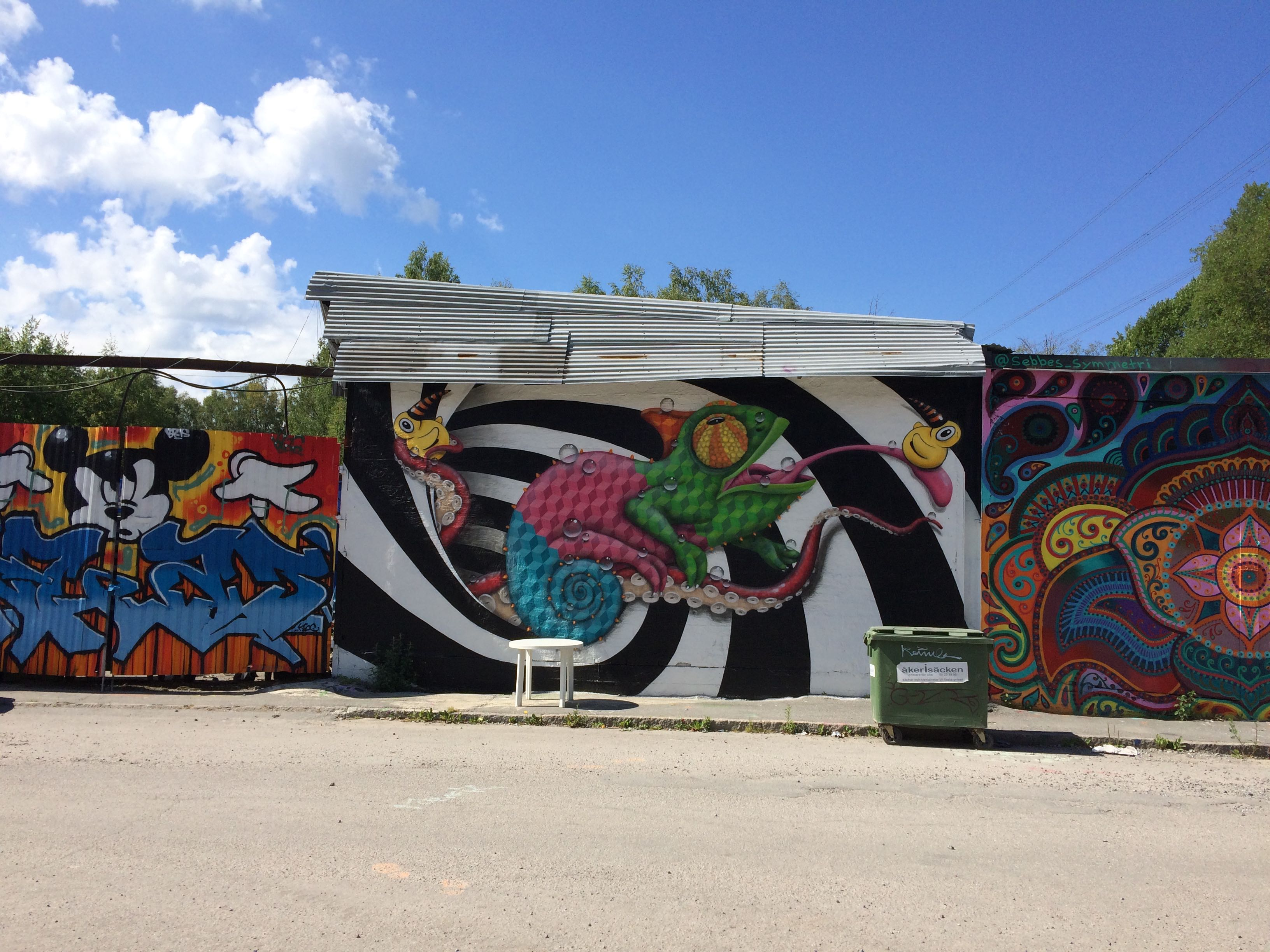
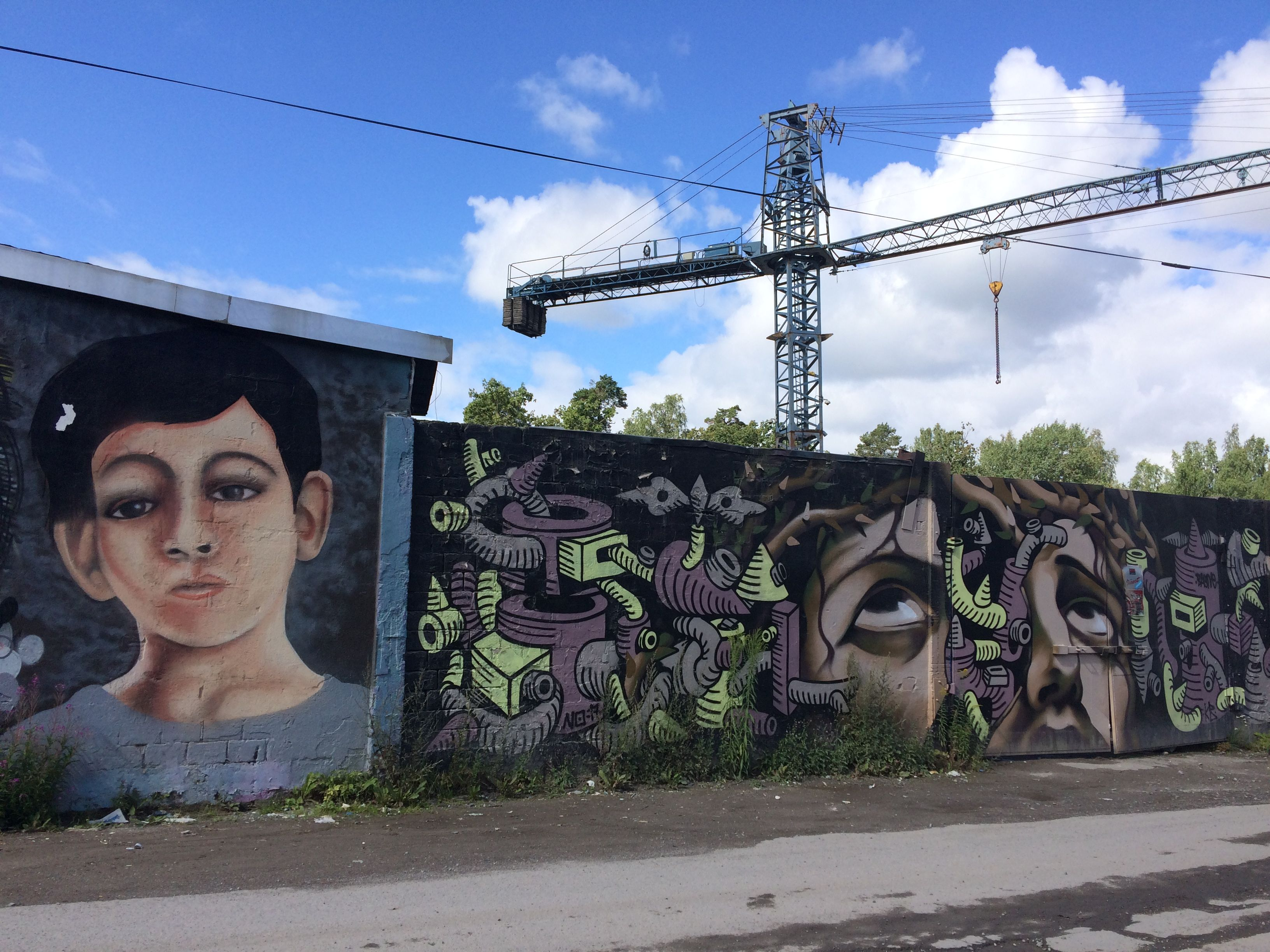
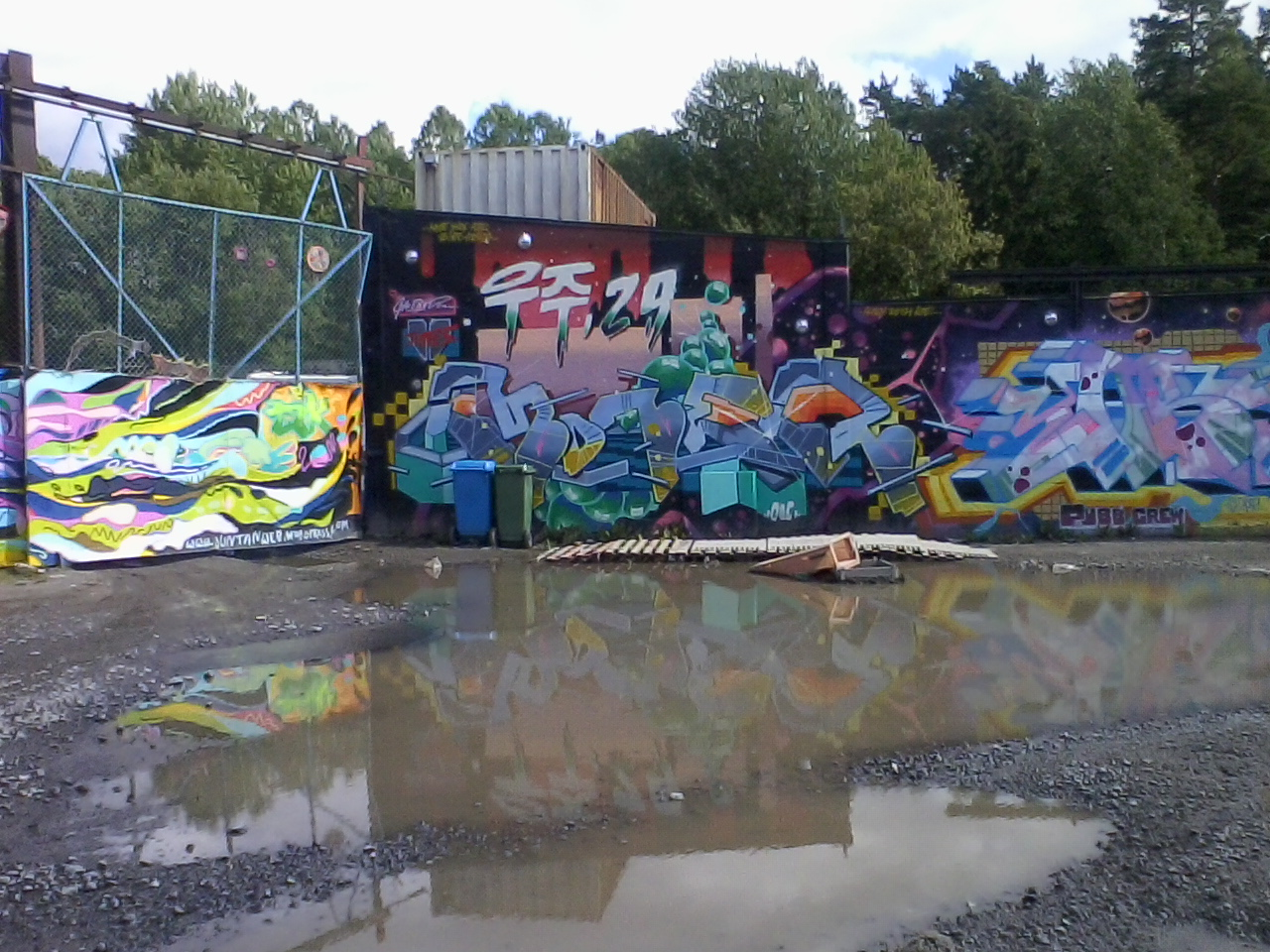
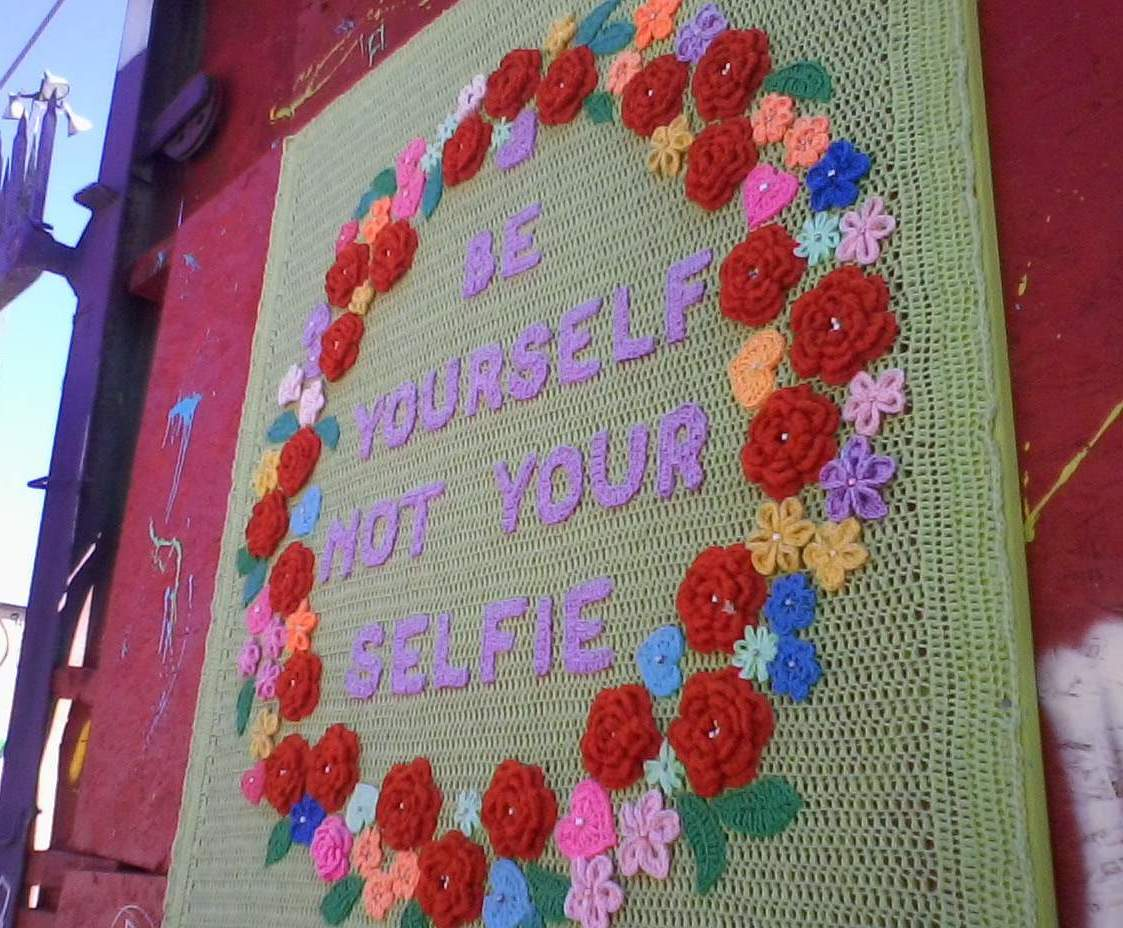
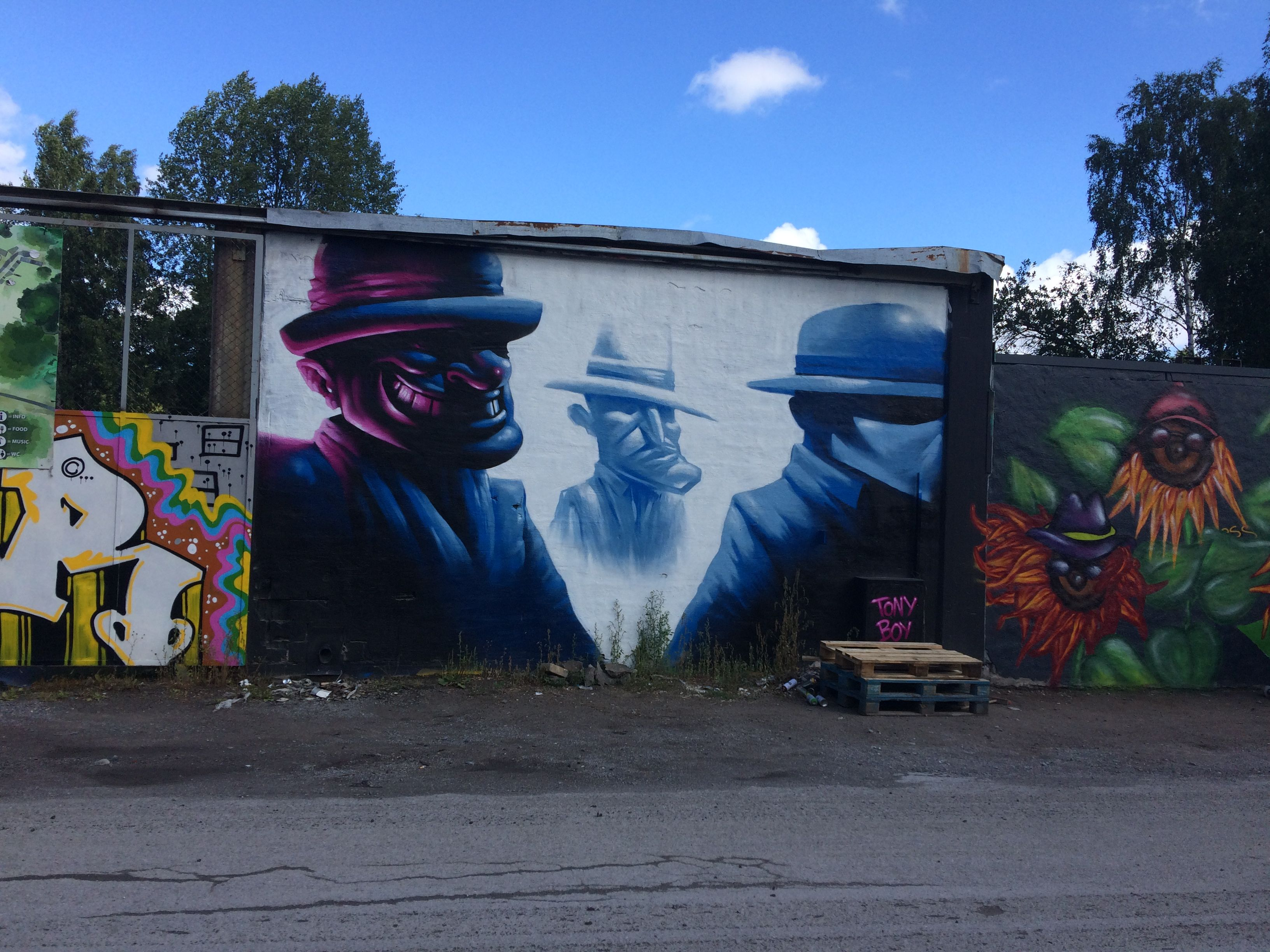
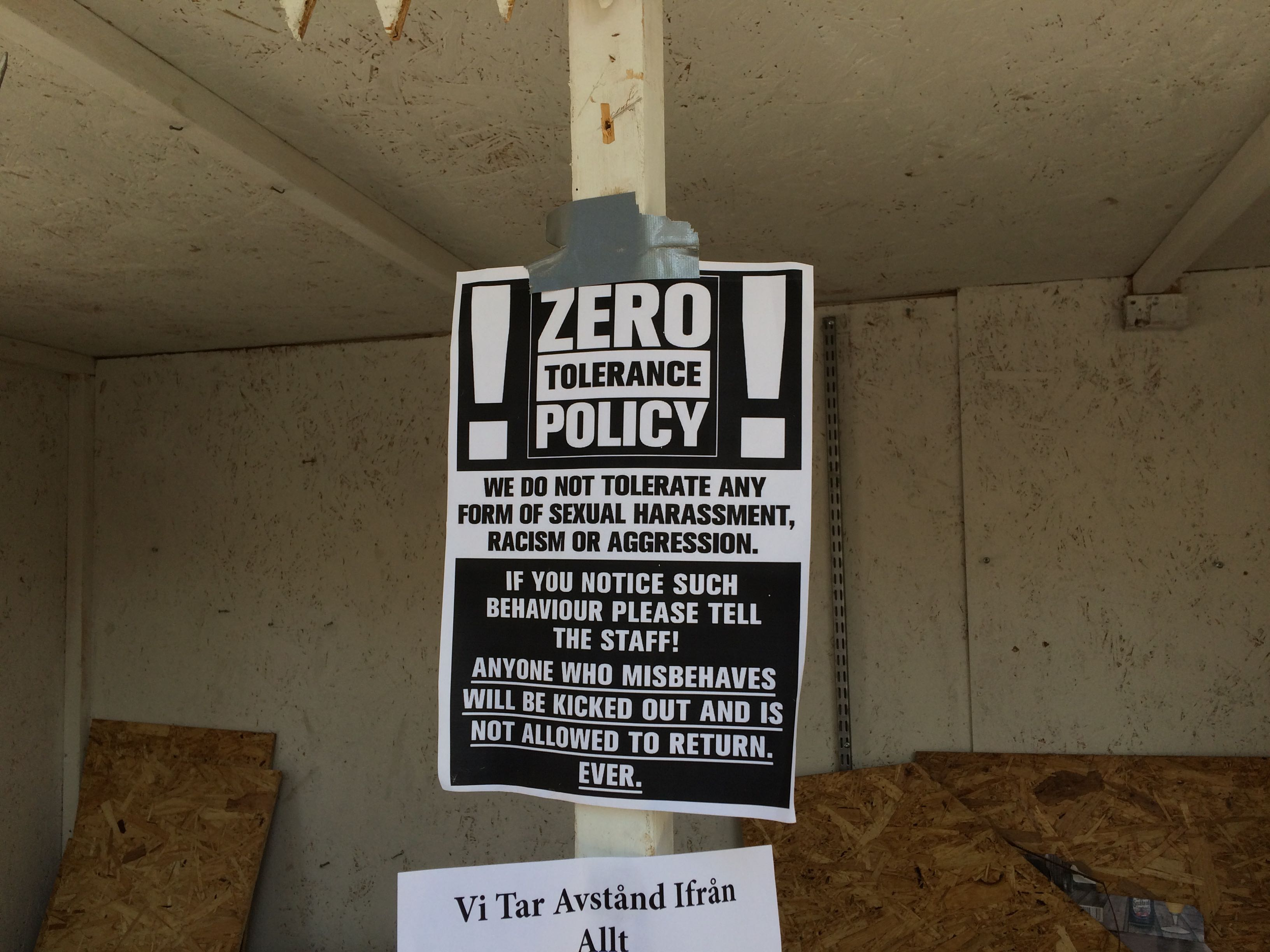
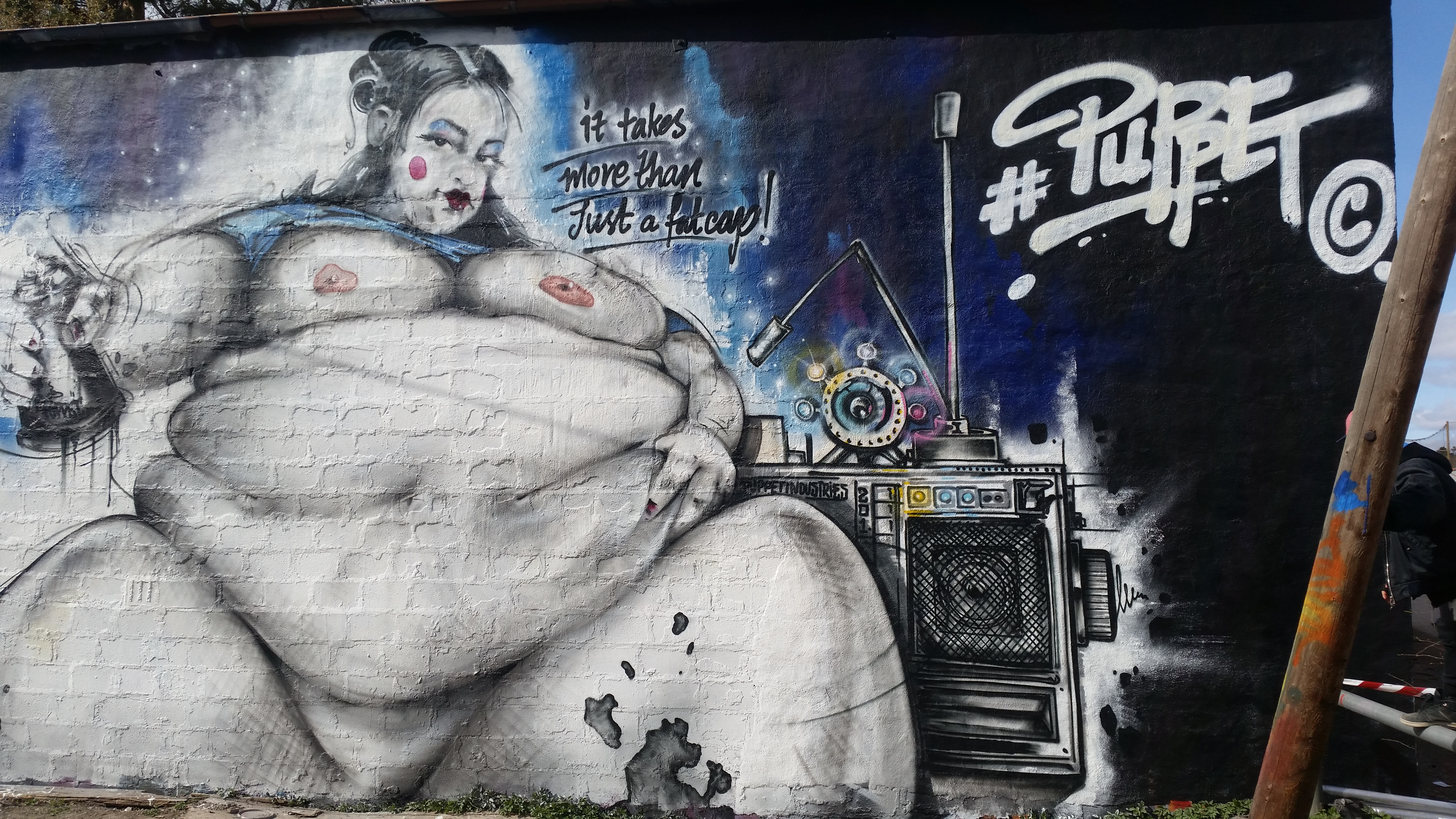